# Astronomo reale
Astronomo reale (Astronomer Royal) era originariamente il titolo del direttore dell'Osservatorio Reale di Greenwich, ma dal 1972 è soprattutto un titolo onorifico anche se sempre di un certo prestigio.
Faceva parte delle due posizioni di astronomo della casa reale inglese. La prima posizione fu istituita dal re Carlo II d'Inghilterra il 22 giugno 1675; la seconda posizione, di rango inferiore, è quella di astronomo reale per la Scozia, istituita nel 1834.

## Storia

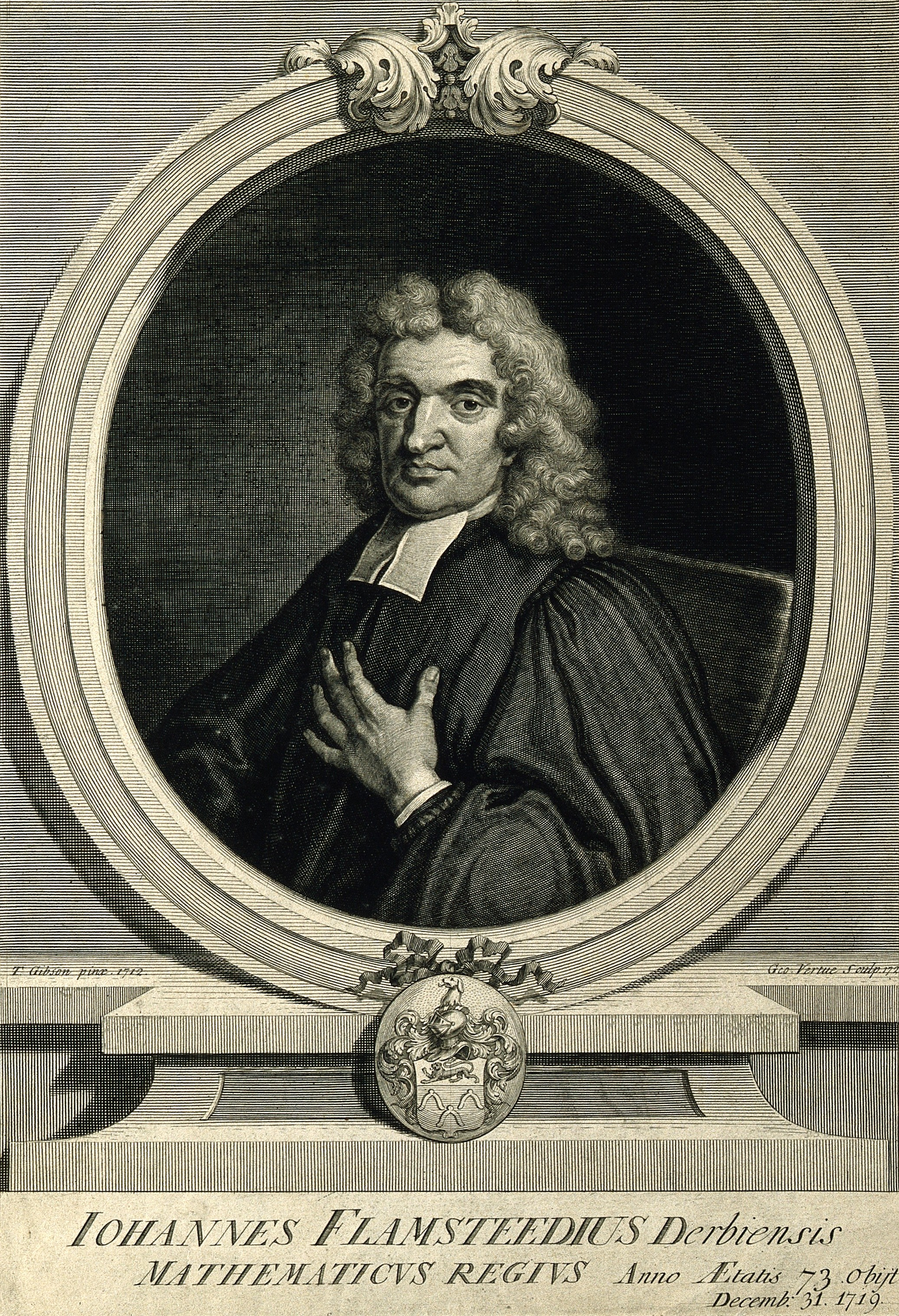
John Flamsteed, il primo astronomo reale

Re Carlo II d'Inghilterra fondò l'Osservatorio di Greenwich nel 1675 e istituì come primo astronomo reale John Flamsteed, «per applicarsi con massima diligenza e cura al rettificare le tavole dei moti dei cieli, e i posti delle stelle fisse, in modo da scoprire la tanto desiderata longitudine dei luoghi, per il perfezionamento dell'arte della navigazione».
L'astronomo reale ricopriva anche la carica di direttore dell'Osservatorio reale di Greenwich, dalla sua fondazione nel 1675 fino al 1972. Dal 1972 il titolo di astronomo reale divenne solamente onorifico, senza responsabilità le esecutive che furono invece assegnate alla funzione appositamente creata di "Direttore dell'osservatorio reale di Greenwich", istituita per la gestione dell'osservatorio.
Dopo la separazione delle due cariche, la posizione di astronomo reale è divenuta onoraria, ma è tuttora di grande prestigio e il titolare ha il compito di consigliare il sovrano sulle materie astronomiche e scientifiche collegate.

## Elenco degli astronomi reali
Nella seguente tabella, l'elenco completo degli Astronomi reali:
| #   | Immagine | Nome                             | Anno inizio carica | Anno fine carica |             |
| --- | -------- | -------------------------------- | ------------------ | ---------------- | ----------- |
| 1.  |          | John Flamsteed                   | 1675               | 1719             | [ 2 ] [ 5 ] |
| 2.  |          | Edmond Halley                    | 1720               | 1742             | [ 2 ] [ 5 ] |
| 3.  |          | James Bradley                    | 1742               | 1762             | [ 2 ] [ 5 ] |
| 4.  |          | Nathaniel Bliss                  | 1762               | 1764             | [ 2 ] [ 5 ] |
| 5.  |          | Nevil Maskelyne                  | 1765               | 1811             | [ 2 ] [ 5 ] |
| 6.  |          | John Pond                        | 1811               | 1835             | [ 2 ] [ 5 ] |
| 7.  |          | Sir George Biddell Airy          | 1835               | 1881             | [ 4 ] [ 5 ] |
| 8.  |          | William Christie                 | 1881               | 1910             | [ 4 ] [ 5 ] |
| 9.  |          | Sir Frank Dyson                  | 1910               | 1933             | [ 4 ] [ 5 ] |
| 10. |          | Sir Harold Spencer Jones         | 1933               | 1955             | [ 4 ] [ 5 ] |
| 11. |          | Sir Richard van der Riet Woolley | 1956               | 1971             | [ 4 ] [ 5 ] |
| 12. |          | Sir Martin Ryle                  | 1972               | 1982             | [ 4 ] [ 5 ] |
| 13. |          | Sir Francis Graham-Smith         | 1982               | 1990             | [ 5 ]       |
| 14. |          | Sir Arnold Wolfendale            | 1991               | 1995             | [ 5 ]       |
| 15. |          | Martin Rees                      | 1995               | In carica        | [ 5 ]       |